# 얼리샤 데브넘케리
얼리샤 재스민 데브넘케리(영어: Alycia Jasmin Debnam-Carey, 1993년 7월 20일 ~ )는 오스트레일리아의 배우이다. 프라임 비디오의 2023년 미니시리즈 《The Lost Flowers of Alice Hart》로 2024년 AACTA 어워드 여우조연상 후보에 올랐다.

## 출연 작품

### 텔레비전
- 원 헌드레드 (2014-16, 2020)
- 피어 더 워킹 데드 (2015-23)
- The Lost Flowers of Alice Hart (2023)

### 영화
- 인투 더 스톰 (2014)
- 데블핸드 (2014)
- 언프렌드 (2016)